# WNEW

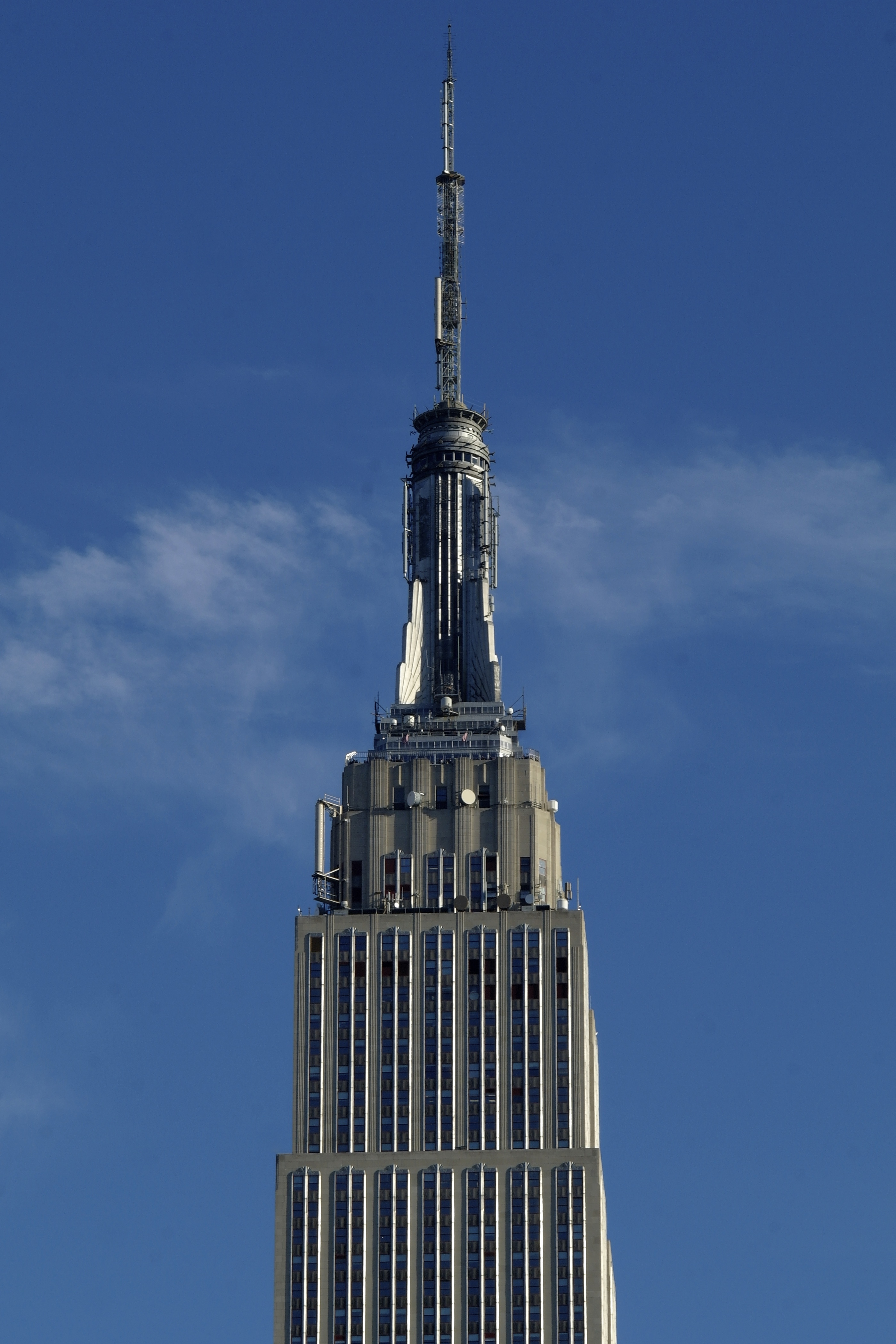
Unter anderem WNEW-FM sendet vom Sendemast des Empire State Building (2011)

WNEW Logo in den 1960er. Gleichzeitig war es auch das Logo von Metromedia

WNEW-FM ist eine traditionsreiche Radiostation in New York City. Sie sendet heute ein Hot-Adult-Contemporary-Format und gehört CBS Radio. Die Studios befinden sich in der CBS Radio Facility im West Soho Teil von Manhattan. WNEW sendet vom Empire State Building. „Fresh 102.7“ wird mit einer Leistung von 6 kW auf 102,7 MHz ausgestrahlt.
WNEW-FM wurde vor allem dadurch bekannt, da die Station als eine der ersten progressiven Rock spielte. Beginnend 1967 bis in die 1990er-Jahre war WNEW die Avantgarde der Rock-Musik-Sender. Die Station spielte eine große Rolle in der Entwicklung der US-Rockmusik in den 1970er und 1980er Jahren. In dieser Zeit arbeitete unter anderem der bekannte Moderator Dennis Elsas bei dem Sender. WNEW hatte den Brand „Where Rock Lives.“
WNEW-FM sendet in HD-Radio und betrieb vier HD-Kanäle: HD2 Smooth Jazz, HD3 News (Simulcast von WINS) und HD4 das russische Programm „Russkaya Reklama“.

## Geschichte
Die Frequenz UKW 102,7 MHz wurde Mitte der 1940er-Jahre auf WNJY-FM aus Newark, New Jersey lizenziert, jedoch ging die Station nie auf Sendung. 1953 gab die Station ihre Lizenz an die Federal Communications Commission (FCC) zurück. Nach einigen Wirrungen nahm WNEW-FM 1958 auf dieser Frequenz seinen Betrieb auf.
1966 warb WNEW-FM mit einem „all-girls“-MOR-Format, das aus den ausschließlich weiblichen Moderatorinnen Alison Steele, Nell Bassett, Arlene Kieta, Ann Clements und Margaret Draper bestand. Das Format existierte nicht sehr lange und stand im Zusammenhang mit dem Launch der ersten Rock’n-Roll-Station in New York, WOR-FM. Zwischen 1958 und 1986 teilte sich die Station das Rufzeichen WNEW mit der vormaligen AM-Schwesterstation WNEW-AM (auf 1130 kHz) und der TV Station WNEW-TV (Channel 5), die alle zu Metromedia gehörten. WNEW-TV wurde 1986 an die News Corporation verkauft und wurde zu WNYW. Die AM-Station ging 1992 an Bloomberg L.P. und wurde zu WBBR.
Dennis Elsas machte WNEW durch kreative Musiksendungen und tiefgehende Musikerinterviews bekannt. Elsas arbeitete zunächst als Moderator WNEW-FM, dann als Moderator und Musikdirektor des Senders. Er war daran beteiligt, dass der Sender zu einer der renommiertesten Progressive-Rock-Radiostationen des Landes wurde. Er interviewte Pete Townshend, Mick Jagger, Paul McCartney und John Lennon. Nach 25 Jahren bei WNEW wechselte er zur Public-Radio-Station WFUV. Mit dem neuen Besitzer CBS Radio spielt der Sendern ein Hot-Adult-Contemporary-Format.